# 쇼와 시대

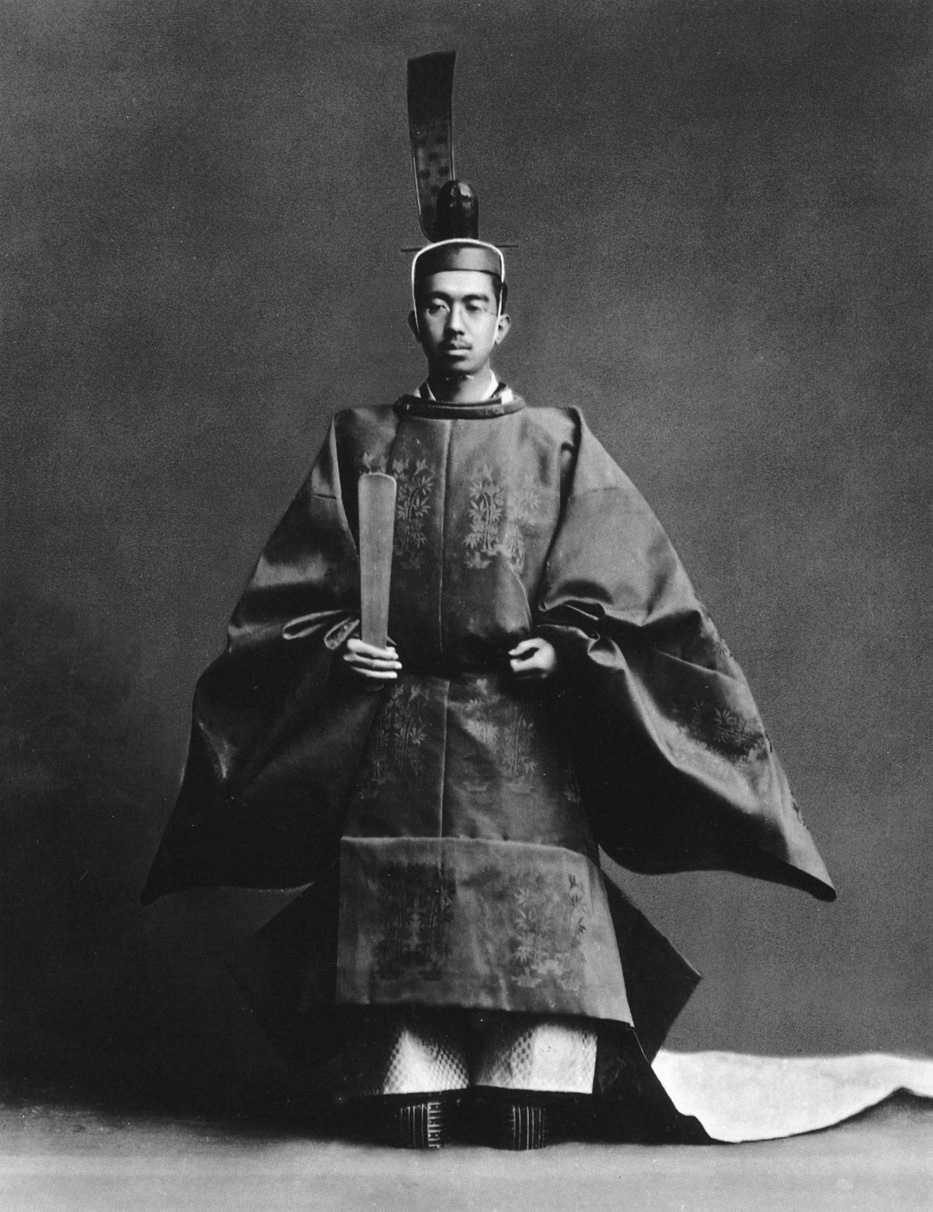
즉위 당시의 쇼와 천황

쇼와 시대(일본어: 昭和時代 쇼와지다이[*])는 20세기 일본의 연호의 하나로, 쇼와 천황의 재임기간에 해당하는 1926년 12월 25일부터 1989년 1월 7일까지로, 일본 역사상 최장수 연호로 기록되었다. 쇼와(昭和)는 《서경》(書經) 〈요전〉(堯典)(1장)의 백성소명 협화만방(百姓昭明 協和萬邦, 백성이 밝고 똑똑해져 만방을 화평하게 하다.)에서 따온 글자이다.
명목상은 1926년부터 1989년까지로 되어 있으나, 쇼와 원년 (1926년)은 연말 7일 정도에 불과하기 때문에, 실질적으로는 쇼와는 "2년"(1927년)에서 시작한다.
정치, 경제, 외교, 문화 등을 보면 제2차 세계 대전, 태평양전쟁을 일으킨후 패전하여 1945년 9월 2일 포츠담 선언 서명(제2차 세계 대전 종전) 또는 1947년 5월 3일 일본국 헌법의 시행을 계기로 하여 국가는 전혀 다르다. 1945년 이전의 쇼와 시대(1927년 ~ 1945년)는 천황을 기축으로 하는 파시즘 시대의 "일본 제국"이며 일본 제국이 해체된 1945년 이후의 쇼와 시대(1945년 ~ 1989년)는 일본국 헌법과 미일 안보 조약을 기축으로 하는 냉전 시대의 "일본국"이다.
일본 제국의 쇼와 시대에는 현대 사조(思潮) 중에 천황제에 위배되는 문제가 있는지 검열이 행해졌으며, 위배된다고 판단되면 대개는 삭제되었다.

## 전후 일본
제2차 세계 대전 이후 일본은 다른 국가들에 비해 빠른 경제성장을 이루었다. 이를 "일본의 기적"이라고 부른다. 일본의 경제성장은 1973년 1차 오일쇼크와 국제 무역의 불안정으로 인해 약화되었다.

## 주된 사건
일본 국내외의 사건을 모두 싣는다.
일본제국
- 원년 (1926년)
- 2년 (1927년)
  - 징병제와 관련된 법령인 징병령을 병역법으로 개정
- 4년 (1929년)
  - 미국을 비롯한 전 세계 국가들에서 경제대공황 발생
- 5년 (1930년)
  - 타이완에서 우서 사건 발생
  - FIFA 월드컵이 우루과이에서 최초로 개최됨.
- 6년 (1931년)
  - 만주사변을 일본이 일으킴
  - 엠파이어 스테이트 빌딩 완공
- 7년 (1932년)
  - 이봉창, 쇼와 천황 마차에 폭탄 투척 사건
  - 홍커우 공원 폭탄투척 사건 발생
- 8년 (1933년)
  - 아돌프 히틀러 나치독일 수상 취임
- 10년 (1935년)
  - 이탈리아 왕국이 에티오피아를 재침공
- 11년 (1936년)
  - 2·26 사건 쿠데타 발생
  - 조지 6세 영국 국왕 즉위
- 12년 (1937년)
  - 중일 전쟁 발발
- 13년 (1938년)
  - 국가 총동원법 공표
- 14년 (1939년)
  - 제2차 세계 대전 발발
  - 비오 12세 교황 임기 시작
  - 프란시스코 프랑코 스페인 국가주석에 취임
- 15년 (1940년)
  - 창씨개명을 민족말살정책에 따라 강제로 조선에서 실시
- 16년 (1941년)
  - 태평양 전쟁 발발
- 20년 (1945년)
  - 히로시마와 나가사키로 원자폭탄을 투하·일본의 항복
  - 한국의 광복 및 해방
  - 중화민국, 타이완을 자국 영토로 편입

미군정 일본
- 21년 (1946년)
  - 쇼와 천황의 인간 선언(아라히토카미)
- 22년 (1947년)
  - 인도 독립
- 23년 (1948년)
  - 이스라엘 건국
  - 대한민국 정부, 조선민주주의인민공화국 정부 수립
- 24년 (1949년)
  - 중화인민공화국 정부 수립
  - 중화민국 정부의 타이완 천도 및 계엄령 선포
- 25년 (1950년)
  - 한국 전쟁 발발
  - 경찰예비대(현 육상자위대의 전신) 창설
  - 텐진 갸초 제14대 달라이 라마 취임
- 27년 (1952년)
  - 해상경비대 창설
  - 연합군 최고사령부로부터 독립
  - 엘리자베스 2세, 영국 여왕 즉위

일본국
- 28년 (1953년)
  - 한국 전쟁 휴전협정 조인
- 29년 (1954년)
  - 경찰예비대와 해상경비대를 자위대로 개편
  - 대한민국 전역에 야간통행금지 실시
- 30년 (1955년)
  - 자유당과 일본민주당, 자유민주당 창당
  - 베트남 전쟁 발발
- 31년 (1956년)
  - 일본이 유엔에 가입
- 32년 (1957년)
  - 소련, 최초의 인공위성 스푸트니크 1호 발사
- 33년 (1958년)
  - 미국 항공우주국(NASA) 발족
  - 도쿄 타워 완공
  - 요한 23세 교황 임기 시작
- 35년 (1960년)
  - 대한민국에서 4.19 혁명 발생
- 36년 (1961년)
  - 대한민국에서 5·16 군사 정변 발생
  - 소련 유리 가가린이 최초로 우주 비행
  - 소련 인류 역사상 가장 강력한 무기 차르 봄바 실험성공
- 37년 (1962년)
  - 쿠바 미사일 위기 발생
- 38년 (1963년)
  - 바오로 6세 교황 임기 시작
- 39년 (1964년)
  - 도쿄에서 올림픽이 개최됨.
  - 몰타 독립
  - 일본의 고속철도인 신칸센 개통
- 40년 (1965년)
- 41년 (1966년)
- 42년 (1967년)
- 43년 (1968년)
  - 대한민국에서 1·21 사태 발생
  - 가와바타 야스나리가 노벨 문학상 수상.
  - 푸에블로 호 납치 사건 발생
- 44년 (1969년)
  - 미국, 최초로 유인 달 탐사 성공.
- 45년 (1970년)
  - 요도 호 사건 발생
  - 오사카 일본 만국 박람회 개최. (EXPO'70)
  - 미시마 사건
- 47년 (1972년)
  - 류큐 제도를 일본 영토로 강제 편입
  - 서독에서 뮌헨 올림픽 개최
- 48년 (1973년)
  - 칠레에서 쿠데타가 발생
  - 1차 오일쇼크 발생
- 49년 (1974년)
  - 영화 별들의 고향 흥행 기록 수립
  - 육영수 저격사건 발생
  - 서울지하철 1호선 개통
- 50년 (1975년)
  - 베트남 전쟁 종식으로 베트남이 공산화 통일
  - 스페인 프란시스코 프랑코 사망, 후안 카를로스 1세 국왕 즉위
- 51년 (1976년)
  - 캐나다에서 몬트리올 올림픽 개최
  - 판문점 도끼 살인 사건 발생
- 52년 (1977년)
  - 이리역 폭발 사고(현 익산역) 발생
- 53년 (1978년)
  - 도쿄 국제공항에서 국제선이 이관되어 신도쿄 국제공항이 개항하다.
  - 오키나와현의 차량 통행 방향을 우측 통행에서 좌측 통행으로 변경(730)
  - 요한 바오로 1세 교황 임기 시작
  - 요한 바오로 2세 교황 임기 시작
- 54년 (1979년)
  - 이란 팔라비 왕조 붕괴
  - 소련, 아프가니스탄 침공
  - 2차 오일쇼크 발생
  - 10.26 사건 발생
- 55년 (1980년)
  - 대한민국에서 광주민주화운동 발생
  - 이란-이라크 전쟁 발발
  - 한국 삼청교육대 설치
- 56년 (1981년)
  - 대한민국에서 5.18 군부 쿠데타 발생
  - MS-DOS 출시
- 57년 (1982년)
  - 대한민국에서 야간통행금지가 해제
- 58년 (1983년)
  - 대한항공 007편 격추 사건 발생
  - 아웅산묘역 폭탄테러사건 발생
- 60년 (1985년)
  - 플라자 합의 발표
  - 일본항공 123편 추락 사고 발생
- 61년 (1986년)
  - 챌린저 우주왕복선 폭발사고 발생
  - 체르노빌 원자력 발전소 사고 발생
  - 대한민국에서 서울 아시안게임 개최
- 62년 (1987년)
  - 대한민국에서 6월 민주항쟁 발생
  - 중화민국, 계엄령 해제
  - 대한항공 858편 폭파 사건 발생
  - 윈도우 2.0 출시
- 63년(1988년)
  - 이란-이라크 전쟁 종전
  - 대한민국에서 서울올림픽 개최
  - 리크루트 사건 발생
- 64년(1989년)
  - 1월 7일 히로히토 천황이 사망함에 따라 1월 8일 자정을 기해 쇼와 시대는 역사속으로 사라짐(역대 최장수 연호로 기록됨).

## 주된 인물
- 쇼와 천황
- 도조 히데키
- 기시 노부스케
- 고노에 후미마로

## 연대 대조표
| 쇼와 | 서기 (西紀) | 간지 (干支) | 중화민국기원    | 대한임시정부 연호         | 베트남 응우옌 왕조 연호 |
| 원년 | 1926년      | 병인 (丙寅) | 민국(民國) 15년 | 대한민국 8년              | 바오다이(保大) 원년     |
| 2년  | 1927년      | 정묘 (丁卯) | 민국 16년       | 대한민국 9년              | 바오다이 2년            |
| 3년  | 1928년      | 무진 (戊辰) | 민국 17년       | 대한민국 10년             | 바오다이 3년            |
| 4년  | 1929년      | 기사 (己巳) | 민국 18년       | 대한민국 11년             | 바오다이 4년            |
| 5년  | 1930년      | 경오 (庚午) | 민국 19년       | 대한민국 12년             | 바오다이 5년            |
| 6년  | 1931년      | 신미 (辛未) | 민국 20년       | 대한민국 13년             | 바오다이 6년            |
| 7년  | 1932년      | 임신 (壬申) | 민국 21년       | 대한민국 14년             | 바오다이 7년            |
| 8년  | 1933년      | 계유 (癸酉) | 민국 22년       | 대한민국 15년             | 바오다이 8년            |
| 9년  | 1934년      | 갑술 (甲戌) | 민국 23년       | 대한민국 16년             | 바오다이 9년            |
| 10년 | 1935년      | 을해 (乙亥) | 민국 24년       | 대한민국 17년             | 바오다이 10년           |
| 쇼와 | 서기 (西紀) | 간지 (干支) | 중화민국기원    | 대한임시정부 연호         | 베트남 응우옌 왕조 연호 |
| 11년 | 1936년      | 병자 (丙子) | 민국(民國) 25년 | 대한민국 18년             | 바오다이(保大) 11년     |
| 12년 | 1937년      | 정축 (丁丑) | 민국 26년       | 대한민국 19년             | 바오다이 12년           |
| 13년 | 1938년      | 무인 (戊寅) | 민국 27년       | 대한민국 20년             | 바오다이 13년           |
| 14년 | 1939년      | 기묘 (己卯) | 민국 28년       | 대한민국 21년             | 바오다이 14년           |
| 15년 | 1940년      | 경진 (庚辰) | 민국 29년       | 대한민국 22년             | 바오다이 15년           |
| 16년 | 1941년      | 신사 (辛巳) | 민국 30년       | 대한민국 23년             | 바오다이 16년           |
| 17년 | 1942년      | 임오 (壬午) | 민국 31년       | 대한민국 24년             | 바오다이 17년           |
| 18년 | 1943년      | 계미 (癸未) | 민국 32년       | 대한민국 25년             | 바오다이 18년           |
| 19년 | 1944년      | 갑신 (甲申) | 민국 33년       | 대한민국 26년             | 바오다이 19년           |
| 20년 | 1945년      | 을유 (乙酉) | 민국 34년       | 대한민국 27년             | 바오다이 20년           |
| 쇼와 | 서기 (西紀) | 간지 (干支) | 중화민국기원    | 대한민국 기년             |                         |
| 21년 | 1946년      | 병술 (丙戌) | 민국(民國) 35년 | 대한민국 28년             |                         |
| 22년 | 1947년      | 정해 (丁亥) | 민국 36년       | 대한민국 29년             |                         |
| 23년 | 1948년      | 무자 (戊子) | 민국 37년       | 대한민국 30년 단기 4281년 |                         |
| 24년 | 1949년      | 기축 (己丑) | 민국 38년       | 단기 4282년               |                         |
| 25년 | 1950년      | 경인 (庚寅) | 민국 39년       | 단기 4283년               |                         |
| 26년 | 1951년      | 신묘 (辛卯) | 민국 40년       | 단기 4284년               |                         |
| 27년 | 1952년      | 임진 (壬辰) | 민국 41년       | 단기 4285년               |                         |
| 28년 | 1953년      | 계사 (癸巳) | 민국 42년       | 단기 4286년               |                         |
| 29년 | 1954년      | 갑오 (甲午) | 민국 43년       | 단기 4287년               |                         |
| 30년 | 1955년      | 을미 (乙未) | 민국 44년       | 단기 4288년               |                         |
| 쇼와 | 서기 (西紀) | 간지 (干支) | 중화민국기원    | 대한민국 기년             |                         |
| 31년 | 1956년      | 병신 (丙申) | 민국(民國) 45년 | 단기 4289년               |                         |
| 32년 | 1957년      | 정유 (丁酉) | 민국 46년       | 단기 4290년               |                         |
| 33년 | 1958년      | 무술 (戊戌) | 민국 47년       | 단기 4291년               |                         |
| 34년 | 1959년      | 기해 (己亥) | 민국 48년       | 단기 4292년               |                         |
| 35년 | 1960년      | 경자 (庚子) | 민국 49년       | 단기 4293년               |                         |
| 36년 | 1961년      | 신축 (辛丑) | 민국 50년       | 단기 4294년               |                         |
| 37년 | 1962년      | 임인 (壬寅) | 민국 51년       | …                         |                         |
| 38년 | 1963년      | 계묘 (癸卯) | 민국 52년       | …                         |                         |
| 39년 | 1964년      | 갑진 (甲辰) | 민국 53년       | …                         |                         |
| 40년 | 1965년      | 을사 (乙巳) | 민국 54년       | …                         |                         |
| 쇼와 | 서기 (西紀) | 간지 (干支) | 중화민국기원    |                           |                         |
| 41년 | 1967년      | 병오 (丙午) | 민국(民國) 55년 |                           |                         |
| 42년 | 1966년      | 정미 (丁未) | 민국 56년       |                           |                         |
| 43년 | 1968년      | 무신 (戊申) | 민국 57년       |                           |                         |
| 44년 | 1969년      | 기유 (己酉) | 민국 58년       |                           |                         |
| 45년 | 1970년      | 경술 (庚戌) | 민국 59년       |                           |                         |
| 46년 | 1971년      | 신해 (辛亥) | 민국 60년       |                           |                         |
| 47년 | 1972년      | 임자 (壬子) | 민국 61년       |                           |                         |
| 48년 | 1973년      | 계축 (癸丑) | 민국 62년       |                           |                         |
| 49년 | 1974년      | 갑인 (甲寅) | 민국 63년       |                           |                         |
| 50년 | 1975년      | 을묘 (乙卯) | 민국 64년       |                           |                         |
| 쇼와 | 서기 (西紀) | 간지 (干支) | 중화민국기원    |                           |                         |
| 51년 | 1976년      | 병진 (丙辰) | 민국(民國) 65년 |                           |                         |
| 52년 | 1977년      | 정사 (丁巳) | 민국 66년       |                           |                         |
| 53년 | 1978년      | 무오 (戊午) | 민국 67년       |                           |                         |
| 54년 | 1979년      | 기미 (己未) | 민국 68년       |                           |                         |
| 55년 | 1980년      | 경신 (庚申) | 민국 69년       |                           |                         |
| 56년 | 1981년      | 신유 (辛酉) | 민국 70년       |                           |                         |
| 57년 | 1982년      | 임술 (壬戌) | 민국 71년       |                           |                         |
| 58년 | 1983년      | 계해 (癸亥) | 민국 72년       |                           |                         |
| 59년 | 1984년      | 갑자 (甲子) | 민국 73년       |                           |                         |
| 60년 | 1985년      | 을축 (乙丑) | 민국 74년       |                           |                         |
| 쇼와 | 서기 (西紀) | 간지 (干支) | 중화민국기원    |                           |                         |
| 61년 | 1986년      | 병인 (丙寅) | 민국(民國) 75년 |                           |                         |
| 62년 | 1987년      | 정묘 (丁卯) | 민국 76년       |                           |                         |
| 63년 | 1988년      | 무진 (戊辰) | 민국 77년       |                           |                         |
| 64년 | 1989년      | 기사 (己巳) | 민국 78년       |                           |                         |

## 같이 보기
- 쇼와 시대의 국가주의

| 파시즘 - 추축국 - 쇼와 천황의 전쟁책임 - 나치 독일 - 이탈리아 왕국 - 이탈리아의 파시즘 - 혁신 관료 - 대정 익찬집 | 핵전쟁 - 맨해튼 계획 - 냉전 하의 일본 |

| 전임: 다이쇼 시대 1912년 ~ 1926년 | 일본 제국 쇼와 시대 1927년 ~ 1989년 | 후임: 헤이세이 시대 1989년 ~ 2019 |

| 이전 다이쇼 | 일본의 연호 1926년 ~ 1989년 | 다음 헤이세이 |